# Saint-Vincent-Jalmoutiers
Pour les articles homonymes, voir Saint-Vincent.
Saint-Vincent-Jalmoutiers est une commune française située dans le département de la Dordogne, en région Nouvelle-Aquitaine.

## Géographie

### Généralités
Dans le quart nord-ouest du département de la Dordogne, en forêt de la Double, la commune de Saint-Vincent-Jalmoutiers est arrosée par la Rizonne, un affluent de la Dronne. C'est une commune rurale qui fait partie de l'aire d'attraction de Ribérac, zonage d’étude défini par l'Insee, qui a remplacé en 2020 l'aire urbaine de Ribérac qui n'incluait pas la commune. 
En bordure nord du territoire communal et traversé par la route départementale (RD) 44, le bourg de Saint-Vincent-Jalmoutiers se situe, en distances orthodromiques, cinq kilomètres à l'est de Saint-Aulaye et treize kilomètres au sud-ouest de Ribérac.
Le territoire communal est également desservi à l'est par la RD 100.
D'après les calculs effectués par l'Institut national de l'information géographique et forestière, le centre géographique de la région Nouvelle-Aquitaine se situe sur le territoire de Saint-Vincent-Jalmoutiers.

### Communes limitrophes
Saint-Vincent-Jalmoutiers est limitrophe de cinq autres communes.
|                        | Saint Privat en Périgord  |                      |
| Saint Aulaye-Puymangou | Saint-Vincent-Jalmoutiers | La Jemaye-Ponteyraud |
| Servanches             | Échourgnac                |                      |

### Géologie et relief

#### Géologie
Situé sur la plaque nord du Bassin aquitain et bordé à son extrémité nord-est par une frange du Massif central, le département de la Dordogne présente une grande diversité géologique. Les terrains sont disposés en profondeur en strates régulières, témoins d'une sédimentation sur cette ancienne plate-forme marine. Le département peut ainsi être découpé sur le plan géologique en quatre gradins différenciés selon leur âge géologique. Saint-Vincent-Jalmoutiers est située dans le troisième gradin à partir du nord-est, un plateau formé de calcaires hétérogènes du Crétacé.
Les couches affleurantes sur le territoire communal sont constituées de formations superficielles du Quaternaire et de roches sédimentaires datant pour certaines du Cénozoïque, et pour d'autres du Mésozoïque. La formation la plus ancienne, notée c5d, date du Campanien 4, des calcaires crayo-marneux grisâtres et des calcaires graveleux bioclastiques à orbitoides. La formation la plus récente, notée CFvs, fait partie des formations superficielles de type colluvions carbonatées de vallons secs : sable limoneux à débris calcaires et argile sableuse à débris. Le descriptif de ces couches est détaillé dans  les feuilles « no 757 - Ribérac » et « no 781 - Montpon-Ménestérol » de la carte géologique au 1/50 000 de la France métropolitaine, et leurs notices associées,.

Carte géologique de Saint-Vincent-Jalmoutiers.

#### Relief et paysages
Le département de la Dordogne se présente comme un vaste plateau incliné du nord-est (491 m, à la forêt de Vieillecour dans le Nontronnais, à Saint-Pierre-de-Frugie) au sud-ouest (2 m à Lamothe-Montravel). L'altitude du territoire communal varie quant à elle entre 42 mètres au nord-ouest, là où la Rizonne quitte la commune pour servir de limite entre celles de Saint Aulaye-Puymangou (territoire de l'ancienne commune de Saint-Aulaye) et Saint Privat en Périgord (territoire de l'ancienne commune de Saint-Privat-des-Prés), et 133 mètres au sud-ouest.
Dans le cadre de la Convention européenne du paysage entrée en vigueur en France le 1er juillet 2006, renforcée par la loi du 8 août 2016 pour la reconquête de la biodiversité, de la nature et des paysages, un atlas des paysages de la Dordogne a été élaboré sous maîtrise d’ouvrage de l’État et publié en octobre 2020. Les paysages du département s'organisent en huit unités paysagères,. La commune est dans le Ribéracois, une région naturelle possédant un relief vallonné avec des altitudes moyennes comprises autour des 130-160 m, sculpté par la Dronne et ses nombreux affluents. Les paysages sont ondulés de grandes cultures dont les vastes horizons contrastent avec les paysages plus cloisonnés de la Dordogne,.
La superficie cadastrale de la commune publiée par l'Insee, qui sert de référence dans toutes les statistiques, est de 16,21 km2,,. La superficie géographique, issue de la BD Topo, composante du Référentiel à grande échelle produit par l'IGN, est quant à elle de 16,36 km2.

### Hydrographie

#### Réseau hydrographique
La commune est située dans le bassin de la Dordogne au sein du Bassin Adour-Garonne. Elle est drainée par la Rizonne, la Bauronne, la Cordogne, la Nauve du Petit Cros et par divers petits cours d'eau, qui constituent un réseau hydrographique de 24 km de longueur totale,.
La Rizonne, d'une longueur totale de 26,73 km, prend sa source dans la commune de Saint-Vincent-de-Connezac et se jette dans la Dronne en rive gauche en limite de Saint Aulaye-Puymangou et de Bonnes, un kilomètre et demi au nord du centre bourg de Saint-Aulaye,. Elle traverse la commune du nord-est au nord-ouest sur cinq kilomètres et demi dont plus de trois kilomètres servent de limite naturelle, face à Saint Privat en Périgord et Saint Aulaye-Puymangou.
Affluent de rive gauche de la Rizonne, la Bauronne borde le territoire communal à l'est sur près de deux kilomètres et demi, face à La Jemaye-Ponteyraud.
Autre affluent de rive gauche de la Rizonne, la Cordogne arrose la commune du sud au nord sur plus de quatre kilomètres et demi.
Affluent du Moudelou et sous-affluent de la Rizonne, la Nauve du Petit Cros prend sa source dans le sud de la commune qu'elle arrose sur près de deux kilomètres, dont près d'un kilomètre et demi en limite de Saint Aulaye-Puymangou.

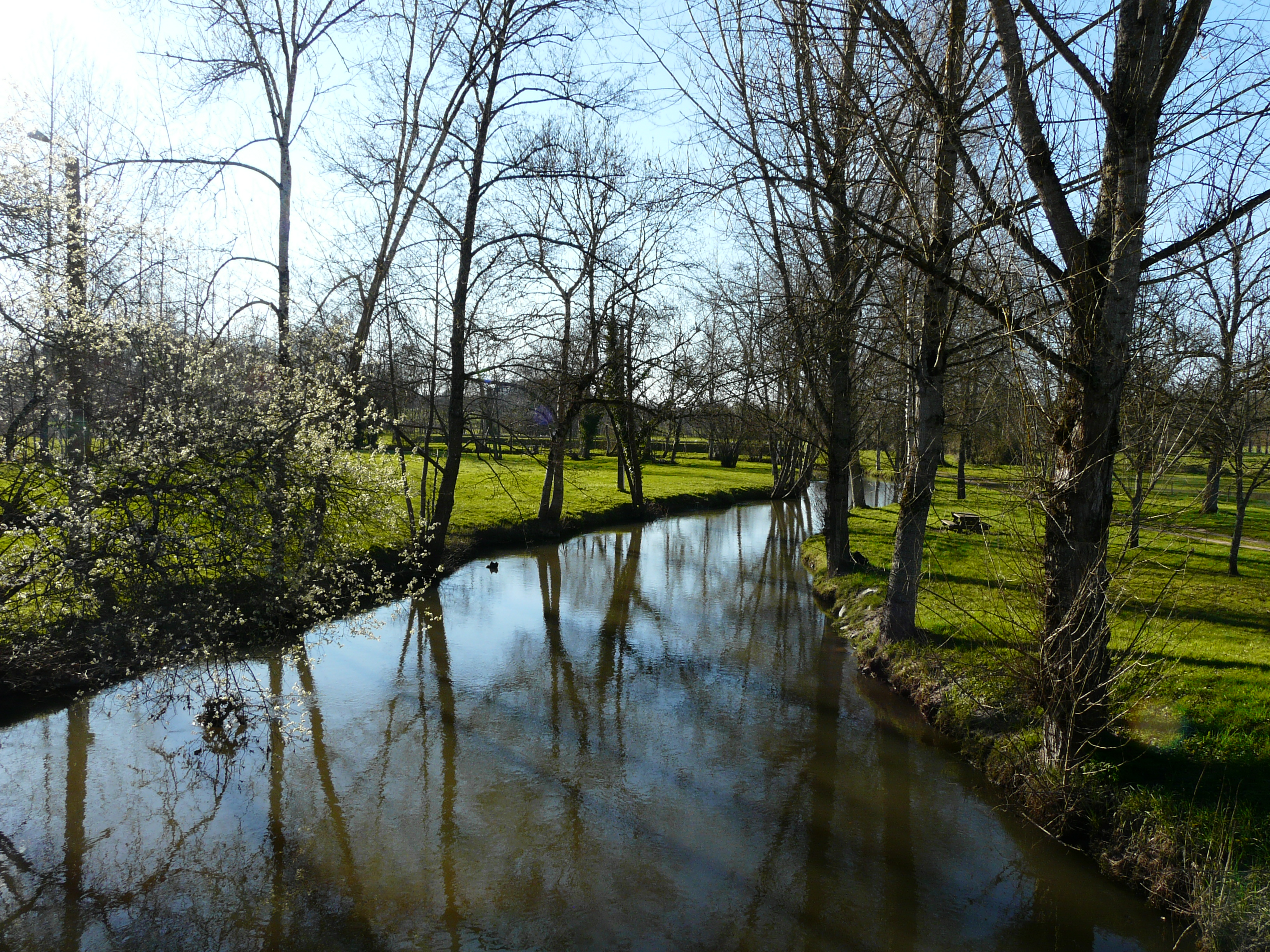
La Rizonne près du Moulin de Rafaly.
Réseaux hydrographique et routier de Saint-Vincent-Jalmoutiers.

#### Gestion et qualité des eaux
Le territoire communal est couvert par le schéma d'aménagement et de gestion des eaux (SAGE) « Isle - Dronne ». Ce document de planification, dont le territoire regroupe les bassins versants de l'Isle et de la Dronne, d'une superficie de 7 500 km2, a été approuvé le 2 août 2021. La structure porteuse de l'élaboration et de la mise en œuvre est l'établissement public territorial de bassin de la Dordogne (EPIDOR). Il définit sur son territoire les objectifs généraux d’utilisation, de mise en valeur et de protection quantitative et qualitative des ressources en eau superficielle et souterraine, en respect des objectifs de qualité définis dans le troisième SDAGE  du Bassin Adour-Garonne qui couvre la période 2022-2027, approuvé le 10 mars 2022.
La qualité des eaux de baignade et des cours d’eau peut être consultée sur un site dédié géré par les agences de l’eau et l’Agence française pour la biodiversité.

### Climat
Pour des articles plus généraux, voir Climat de la Nouvelle-Aquitaine et Climat de la Dordogne.
Historiquement, la commune est exposée à un climat océanique aquitain.  
En 2020, Météo-France publie une typologie des climats de la France métropolitaine dans laquelle la commune est exposée à un climat océanique et est dans la région climatique  Aquitaine, Gascogne, caractérisée par une pluviométrie abondante au printemps, modérée en automne, un faible ensoleillement au printemps, un été chaud (19,5 °C), des vents faibles, des brouillards fréquents en automne et en hiver et des orages fréquents en été (15 à 20 jours).
Pour la période 1971-2000, la température annuelle moyenne est de 12,5 °C, avec  une amplitude thermique annuelle de 14,8 °C. Le cumul annuel moyen de précipitations est de 878 mm, avec 11 jours de précipitations en janvier et 7 jours en juillet. Pour la période 1991-2020, la température moyenne annuelle observée sur la station météorologique la plus proche, située sur la commune de Saint Aulaye-Puymangou à 4 km à vol d'oiseau, est de 13,0 °C et le cumul annuel moyen de précipitations est de 854,8 mm,. Pour l'avenir, les paramètres climatiques de la commune estimés pour 2050 selon différents scénarios d’émission de gaz à effet de serre sont consultables sur un site dédié publié par Météo-France en novembre 2022.

## Urbanisme

### Typologie
Au 1er janvier 2024, Saint-Vincent-Jalmoutiers est catégorisée commune rurale à habitat très dispersé, selon la nouvelle grille communale de densité à 7 niveaux définie par l'Insee en 2022.
Elle est située hors unité urbaine. Par ailleurs la commune fait partie de l'aire d'attraction de Ribérac, dont elle est une commune de la couronne,. Cette aire, qui regroupe 24 communes, est catégorisée dans les aires de moins de 50 000 habitants,.

### Occupation des sols
L'occupation des sols de la commune, telle qu'elle ressort de la base de données européenne d’occupation biophysique des sols Corine Land Cover (CLC), est marquée par l'importance des forêts et milieux semi-naturels (68,7 % en 2018), une proportion sensiblement équivalente à celle de 1990 (68,9 %). La répartition détaillée en 2018 est la suivante : 
forêts (61,6 %), zones agricoles hétérogènes (19,2 %), prairies (9,3 %), milieux à végétation arbustive et/ou herbacée (7,1 %), terres arables (2,8 %). L'évolution de l’occupation des sols de la commune et de ses infrastructures peut être observée sur les différentes représentations cartographiques du territoire : la carte de Cassini (XVIIIe siècle), la carte d'état-major (1820-1866) et les cartes ou photos aériennes de l'IGN pour la période actuelle (1950 à aujourd'hui).

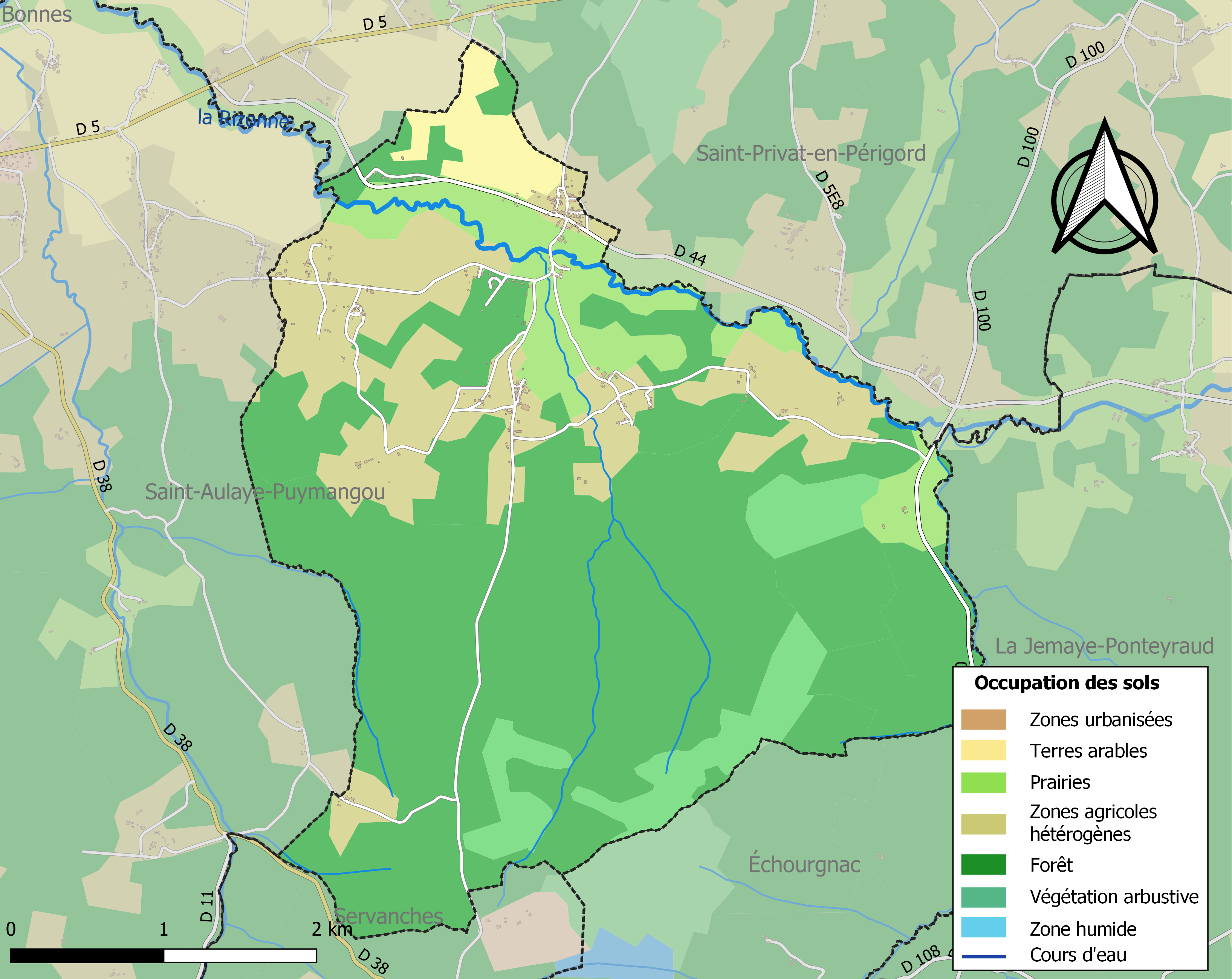
Carte des infrastructures et de l'occupation des sols de la commune en 2018 (CLC).

### Prévention des risques
Le territoire de la commune de Saint-Vincent-Jalmoutiers est vulnérable à différents aléas naturels : météorologiques (tempête, orage, neige, grand froid, canicule ou sécheresse), feux de forêts, mouvements de terrains et séisme (sismicité faible). Un site publié par le BRGM permet d'évaluer simplement et rapidement les risques d'un bien localisé soit par son adresse soit par le numéro de sa parcelle.
Saint-Vincent-Jalmoutiers est exposée au risque de feu de forêt. L’arrêté préfectoral du 14 mars 2013 fixe les conditions de pratique des incinérations et de brûlage dans un objectif de réduire le risque de départs d’incendie. À ce titre, des périodes sont déterminées : interdiction totale du 15 février au 15 mai et du 15 juin au 15 octobre, utilisation réglementée du 16 mai au 14 juin et du 16 octobre au 14 février. En septembre 2020, un plan inter-départemental de protection des forêts contre les incendies (PidPFCI) a été adopté pour la période 2019-2029,.

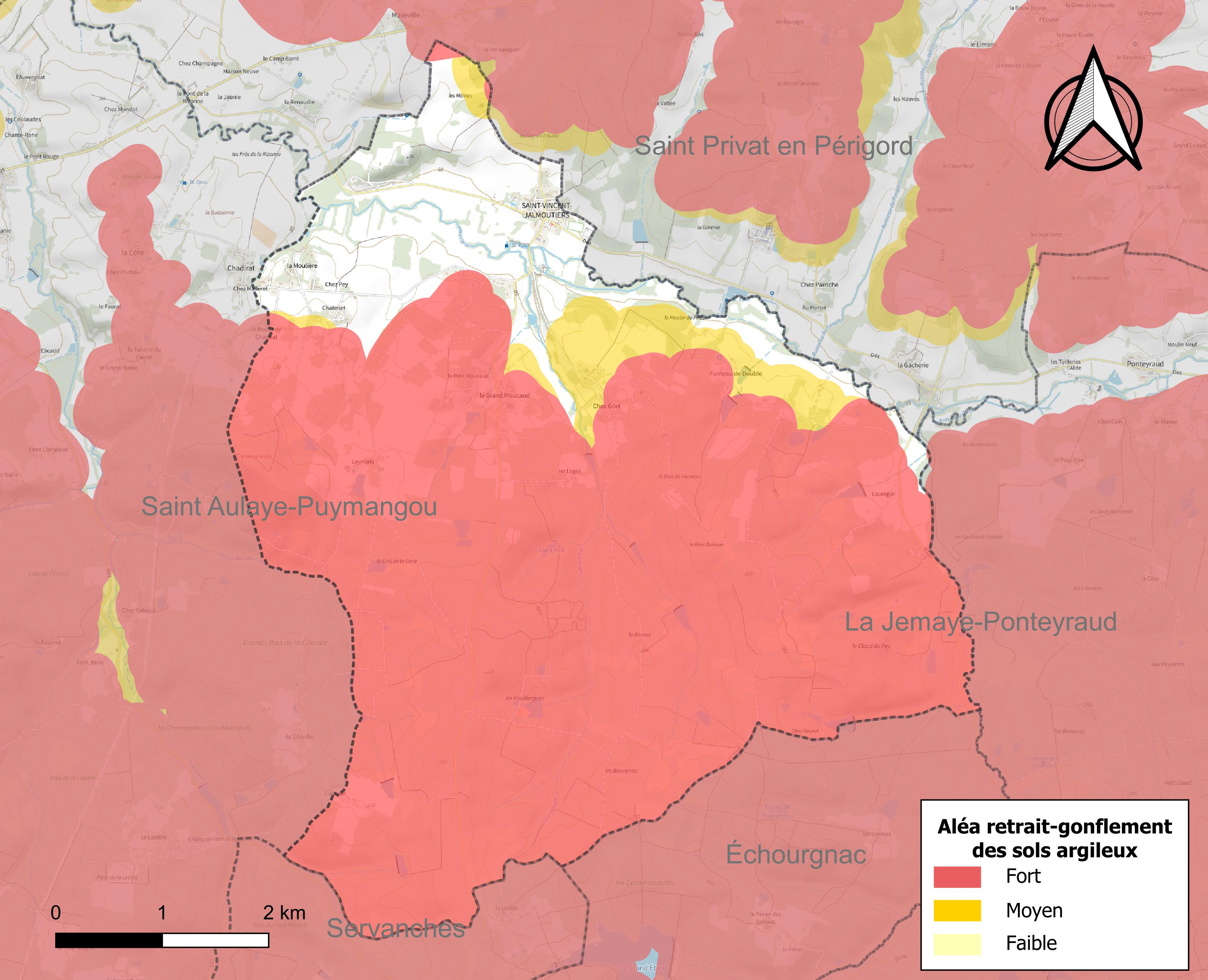
Carte des zones d'aléa retrait-gonflement des sols argileux de Saint-Vincent-Jalmoutiers.

Les mouvements de terrains susceptibles de se produire sur la commune sont des tassements différentiels. Le retrait-gonflement des sols argileux est susceptible d'engendrer des dommages importants aux bâtiments en cas d’alternance de périodes de sécheresse et de pluie. 84 % de la superficie communale est en aléa moyen ou fort (58,6 % au niveau départemental et 48,5 % au niveau national métropolitain). Depuis le 1er octobre 2020, en application de la loi ÉLAN, différentes contraintes s'imposent aux vendeurs, maîtres d'ouvrages ou constructeurs de biens situés dans une zone classée en aléa moyen ou fort,.
La commune a été reconnue en état de catastrophe naturelle au titre des dommages causés par les inondations et coulées de boue survenues en 1982, 1983, 1987, 1999 et 2014, par la sécheresse en 1989, 1992, 2003 et 2011 et par des mouvements de terrain en 1999.

## Toponymie
En occitan, la commune porte le nom de Sent Vincenç de Jau Mostier.

## Politique et administration

### Administration municipale
La population de la commune étant comprise entre 100 et 499 habitants au recensement de 2017, onze conseillers municipaux ont été élus en 2020,.

### Liste des maires

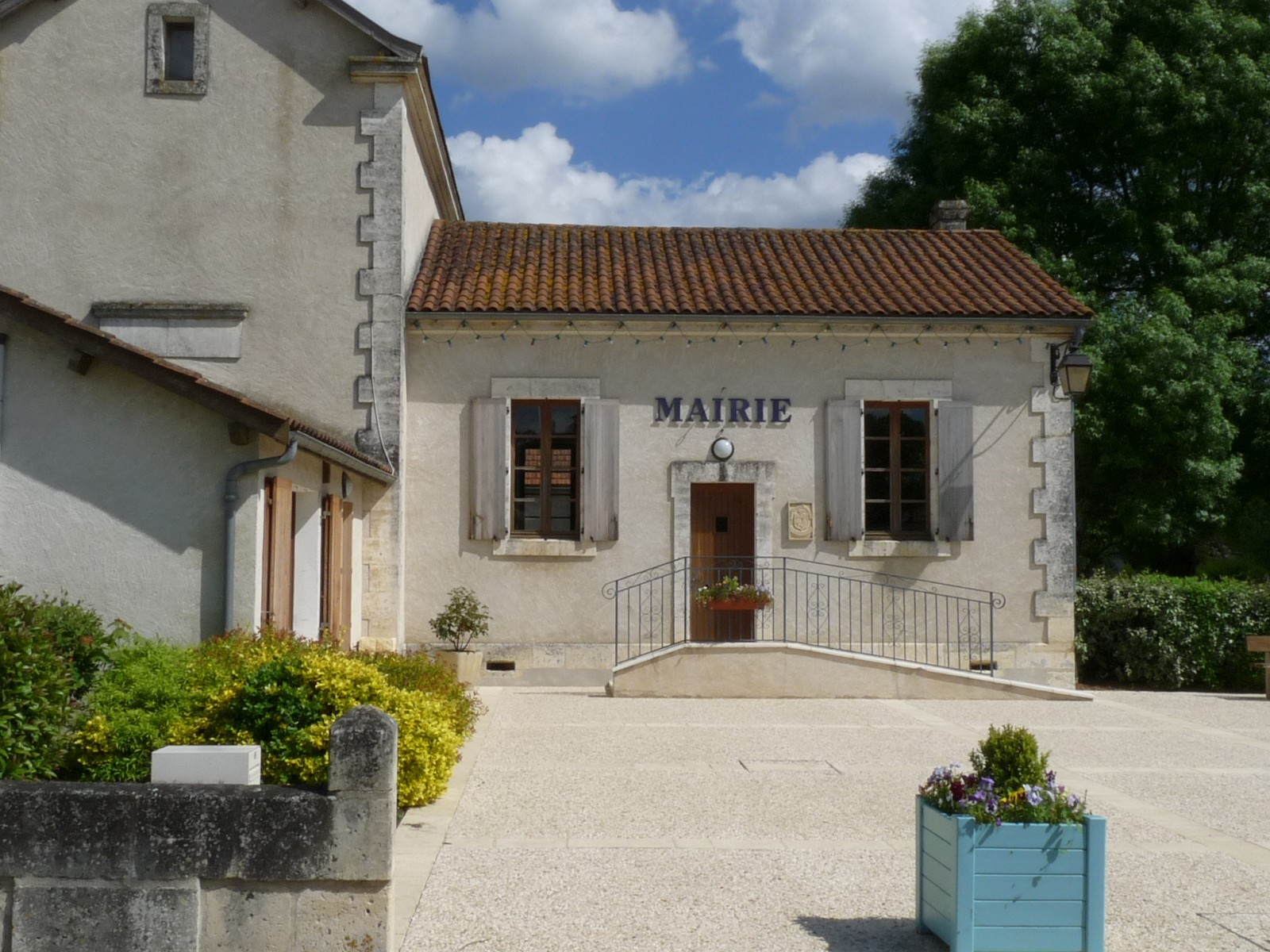
La mairie.

| Période                                  | Période  | Identité      | Étiquette | Qualité  |
| ---------------------------------------- | -------- | ------------- | --------- | -------- |
| Les données manquantes sont à compléter. |          |               |           |          |
|                                          |          |               |           |          |
| 1990 (réélu en mai 2020)                 | En cours | Robert Denost | DVG       | Retraité |

## Équipements et services publics

### Justice
En 2023, dans le domaine judiciaire, Saint-Vincent-Jalmoutiers relève : 
- du tribunal judiciaire, du tribunal pour enfants, du conseil de prud'hommes et du tribunal de commerce de Périgueux ;
- du pôle Nationalité du tribunal judiciaire de Périgueux (compétent uniquement dans le domaine de la nationalité) ;
- de la cour d'appel, du tribunal administratif et de la  cour administrative d'appel de Bordeaux.

## Population et société

### Démographie
L'évolution du nombre d'habitants est connue à travers les recensements de la population effectués dans la commune depuis 1793. Pour les communes de moins de 10 000 habitants, une enquête de recensement portant sur toute la population est réalisée tous les cinq ans, les populations de référence des années intermédiaires étant quant à elles estimées par interpolation ou extrapolation. Pour la commune, le premier recensement exhaustif entrant dans le cadre du nouveau dispositif a été réalisé en 2007.

En 2022, la commune comptait 220 habitants, en évolution de −9,84 % par rapport à 2016 (Dordogne : +0,37 %, France hors Mayotte : +2,11 %).
| 1793 | 1800 | 1806 | 1821 | 1831 | 1836 | 1841 | 1846 | 1851 |
| ---- | ---- | ---- | ---- | ---- | ---- | ---- | ---- | ---- |
| 410  | 342  | 361  | 335  | 364  | 338  | 350  | 448  | 457  |

| 1856 | 1861 | 1866 | 1872 | 1876 | 1881 | 1886 | 1891 | 1896 |
| ---- | ---- | ---- | ---- | ---- | ---- | ---- | ---- | ---- |
| 377  | 424  | 361  | 334  | 397  | 417  | 389  | 352  | 345  |

| 1901 | 1906 | 1911 | 1921 | 1926 | 1931 | 1936 | 1946 | 1954 |
| ---- | ---- | ---- | ---- | ---- | ---- | ---- | ---- | ---- |
| 329  | 322  | 292  | 266  | 287  | 272  | 275  | 274  | 295  |

| 1962 | 1968 | 1975 | 1982 | 1990 | 1999 | 2006 | 2007 | 2012 |
| ---- | ---- | ---- | ---- | ---- | ---- | ---- | ---- | ---- |
| 303  | 243  | 247  | 236  | 239  | 213  | 254  | 260  | 242  |

| 2017 | 2022 | - | - | - | - | - | - | - |
| ---- | ---- | - | - | - | - | - | - | - |
| 250  | 220  | - | - | - | - | - | - | - |

## Économie

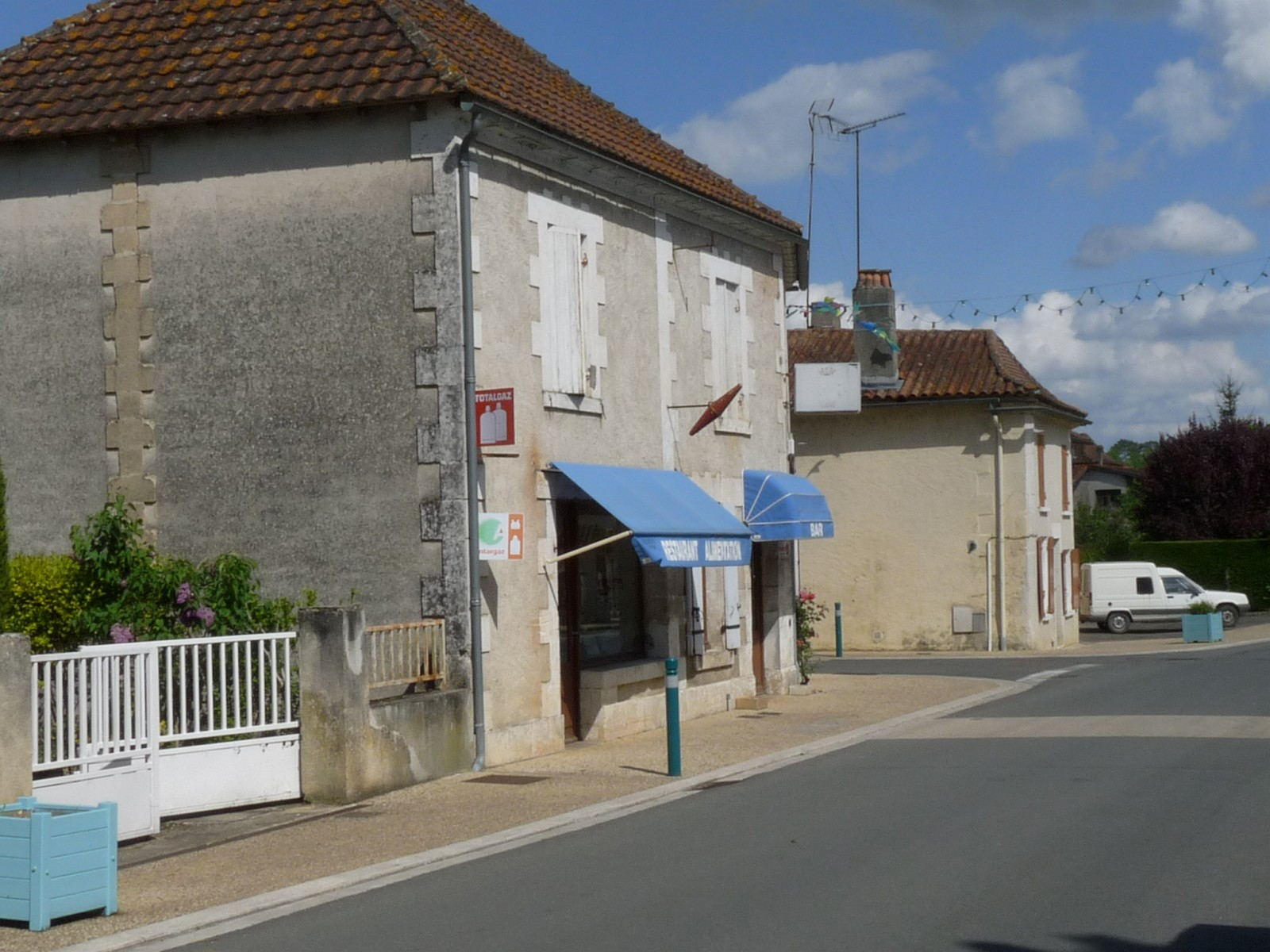
Bar-restaurant et alimentation

### Commerces
- Centre multi-services, au bourg (épicerie, bar, restaurant, station essence)

### Emploi
En 2015, parmi la population communale comprise entre 15 et 64 ans, les actifs représentent 93 personnes, soit 39,1 % de la population municipale. Le nombre de chômeurs (neuf) a diminué par rapport à 2010 (seize) et le taux de chômage de cette population active s'établit à 9,2 %.

### Établissements
Au 31 décembre 2015, la commune compte dix-huit établissements, dont huit au niveau des commerces, transports ou services, cinq dans l'agriculture, la sylviculture ou la pêche, trois dans la construction, un dans l'industrie, et un relatif au secteur administratif.

## Culture locale et patrimoine

### Lieux et monuments
- L'église paroissiale Saint-Vincent
- Logis du XVIIIe siècle, au bourg[57].
- Château de Saint-Vincent, construit en 1873[58].
- L'arboretum du parc des Doublorigènes a été inauguré en 2021[59].

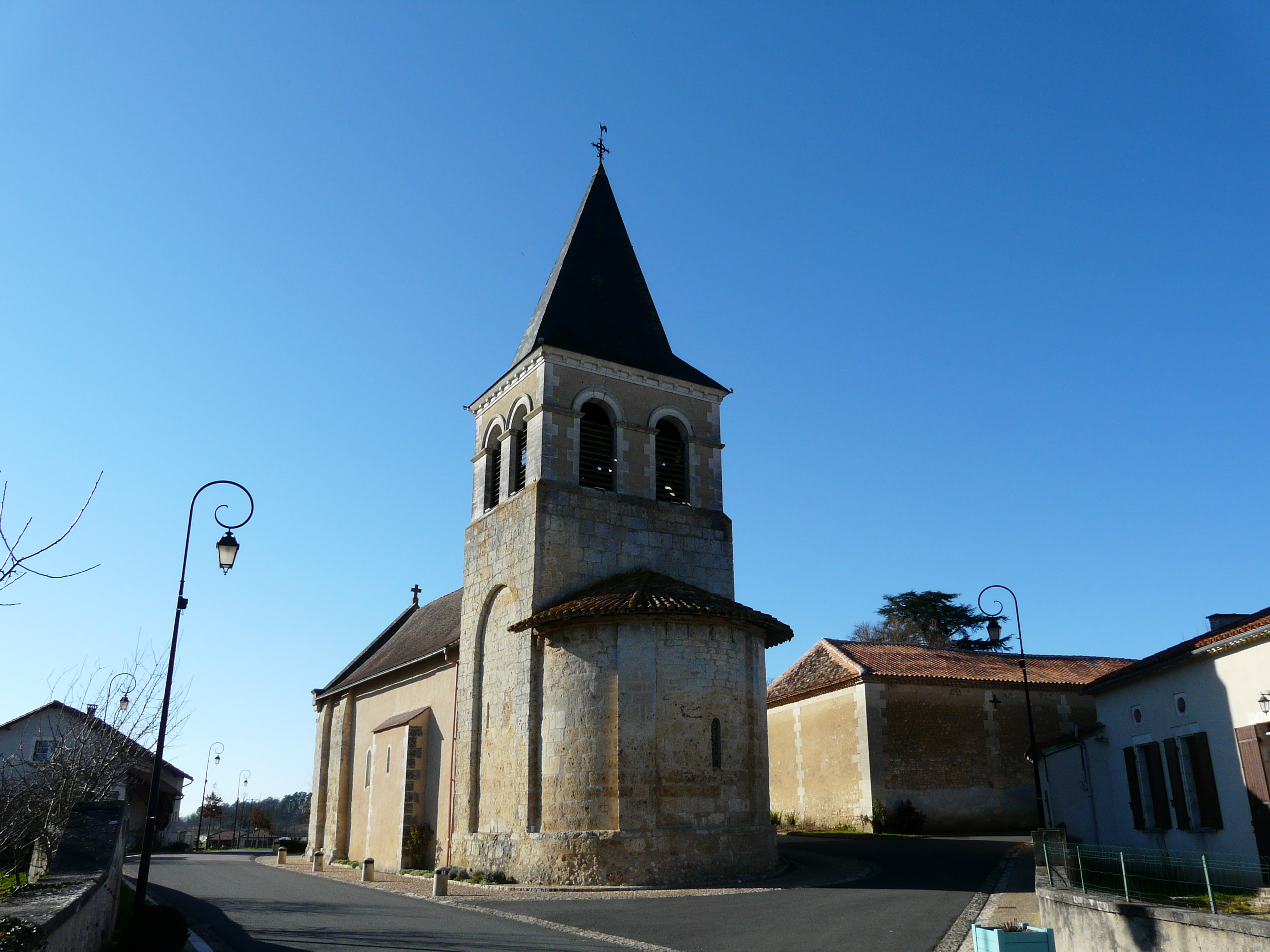
L'église Saint-Vincent.
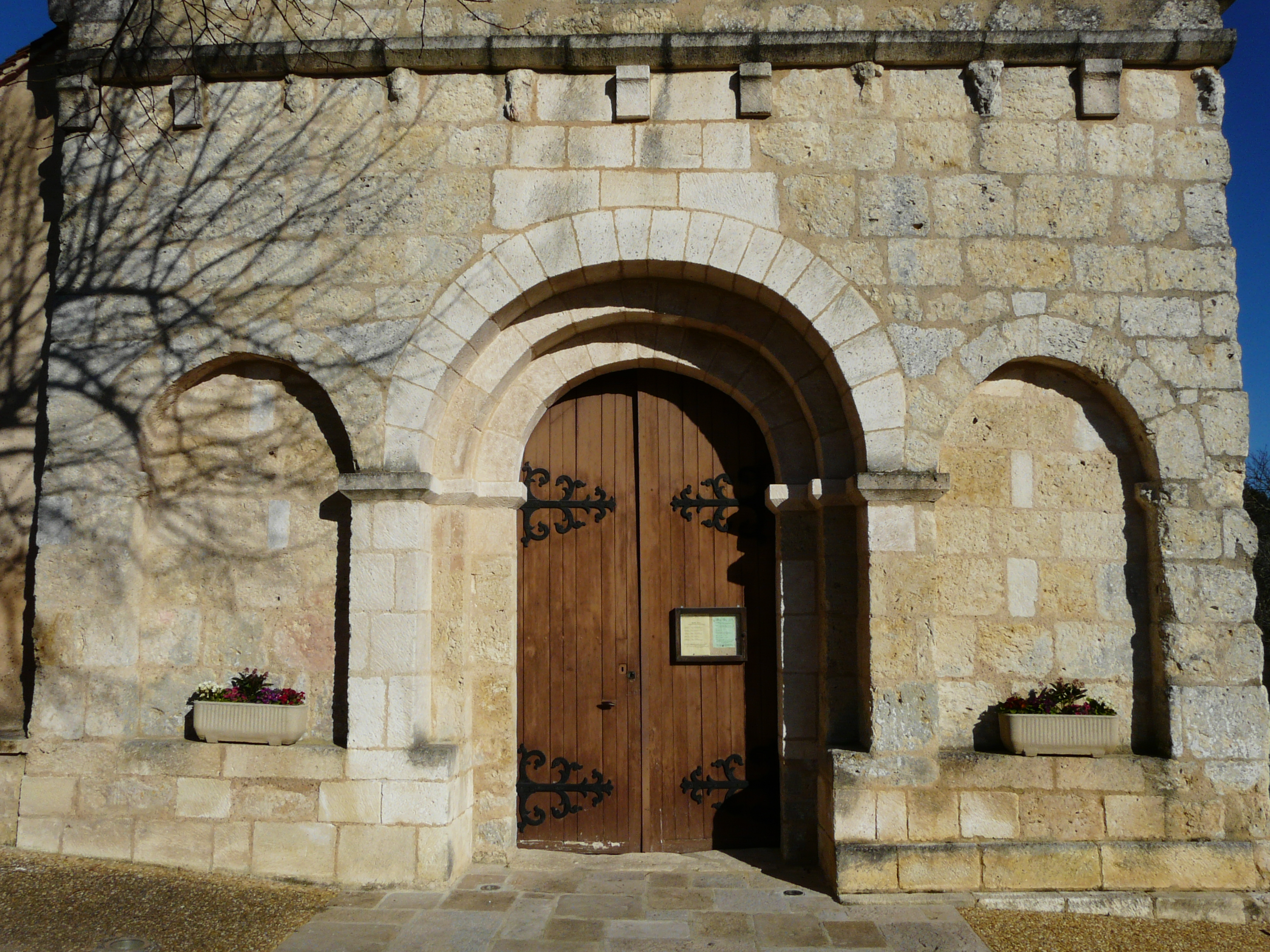
Son portail.
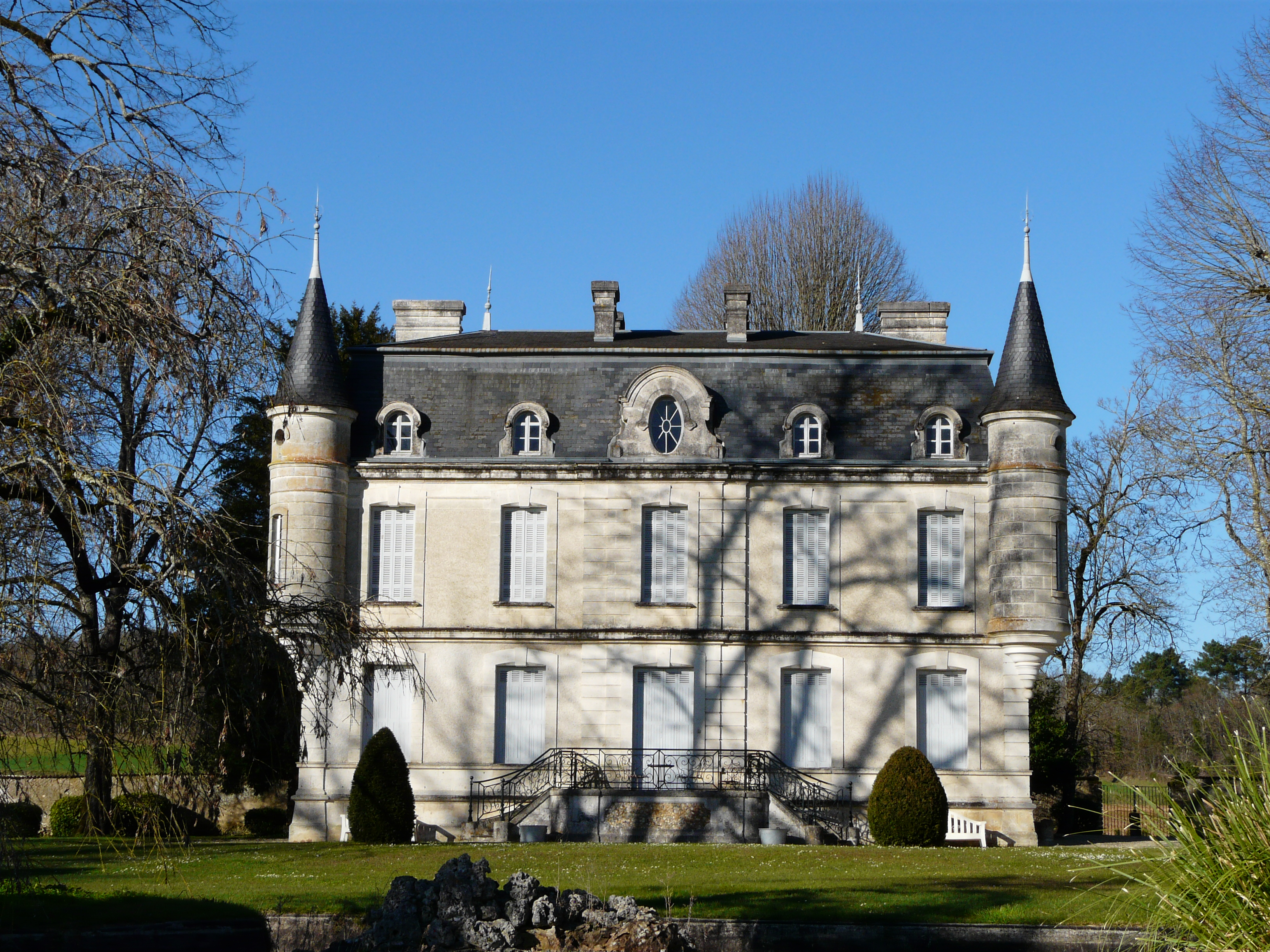
Le château de Saint-Vincent.
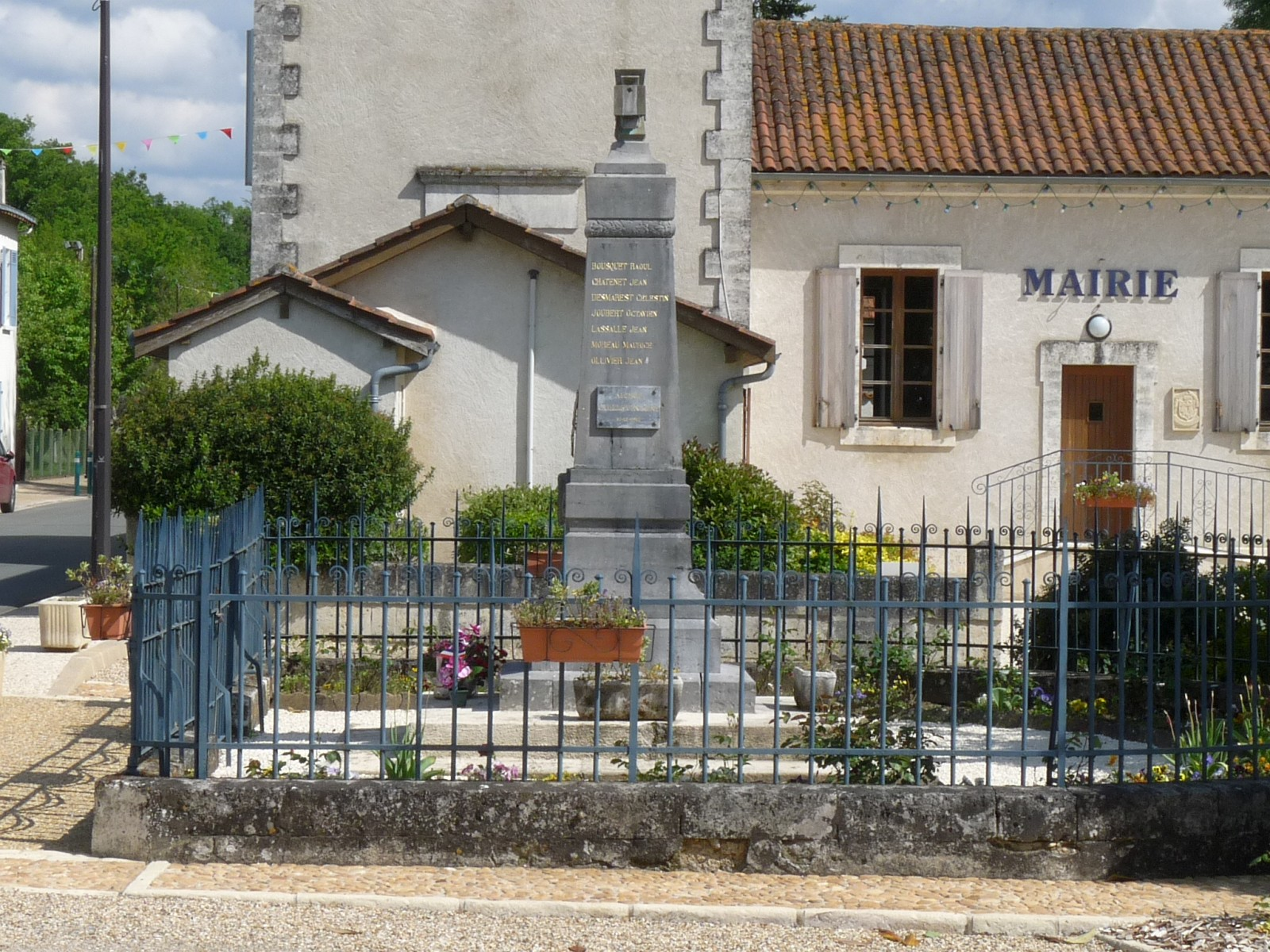
Le monument aux morts.
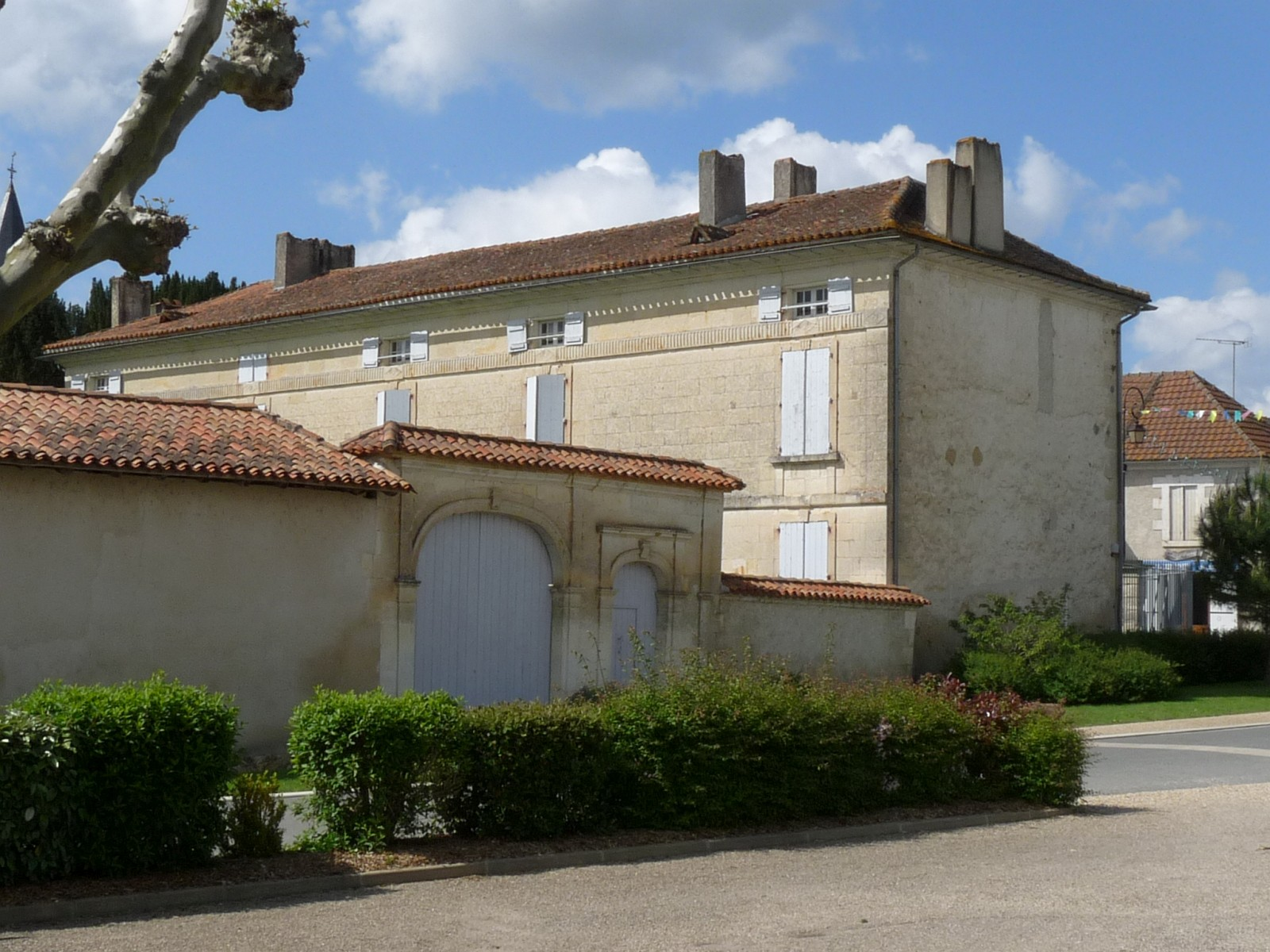
Logis du XVIIIe siècle et portail.
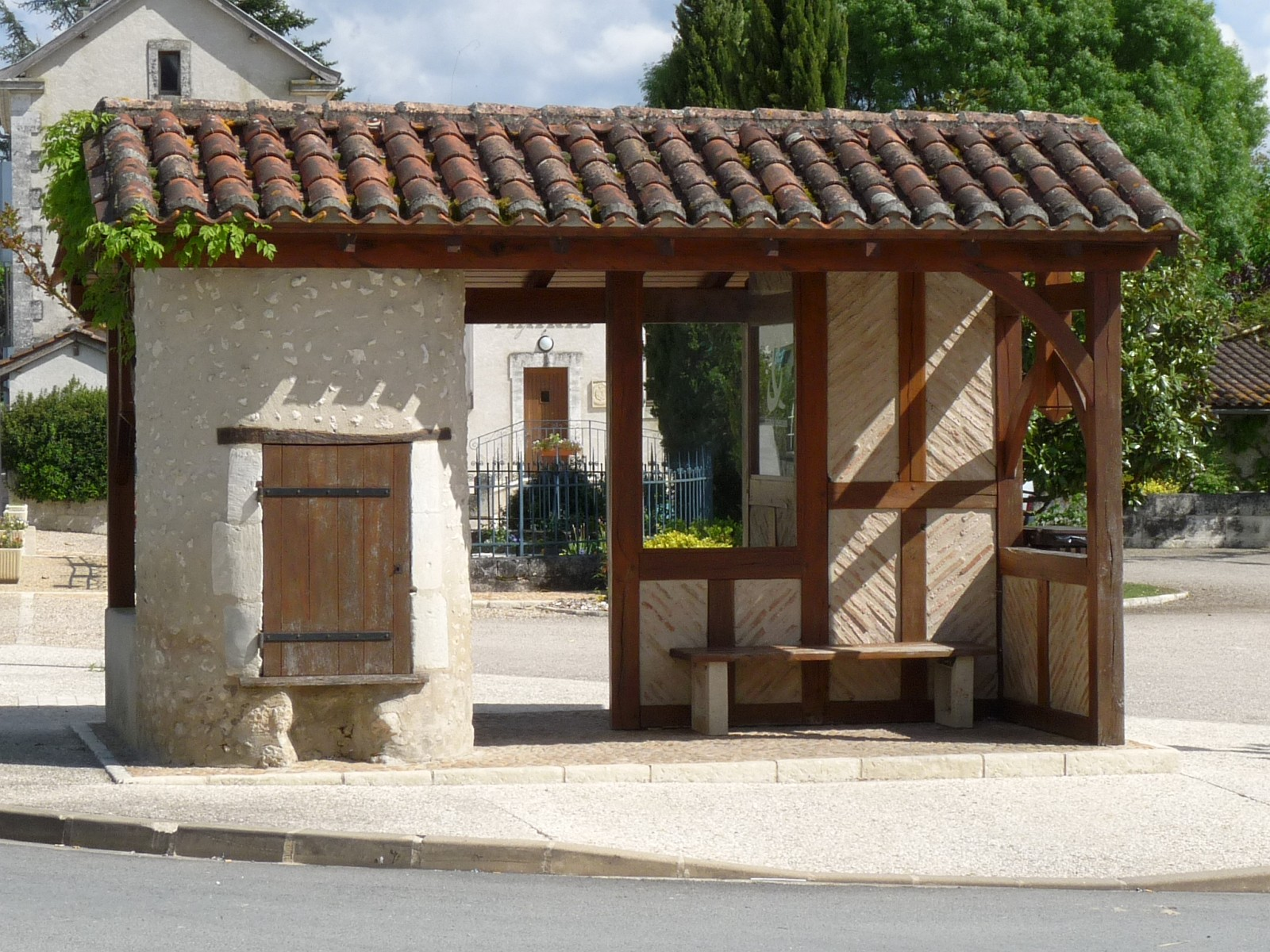
Puits et abri-bus sur la place du bourg.

Bien que proche du bourg de Saint-Vincent-Jalmoutiers, le château de la Meynardie se trouve sur la commune de Saint-Privat-des-Prés.

### Héraldique
| Blason de Saint-Vincent-Jalmoutiers | Blason  | Taillé : au 1er d'argent à l'arbre de sinople, au 2d d'azur au pont ruiné et isolé d'argent, au lion d'or brochant sur le taillé à senestre ; le tout sommé d'un comble d'or fuselé de gueules. DeviseJungi ac renovare |
| Blason de Saint-Vincent-Jalmoutiers | Détails | Le statut officiel du blason reste à déterminer. |

## Pour approfondir